# Інге II (король Швеції)
Інге II Молодший (? — 1125) — король Швеції у 1118–1125 роках.

## Життєпис
Походив з династії Стенкілів. Син Гальстена I, короля Швеції. З 1110 року правив разом зі своїм братом Філіпом.
З 1118 року, після смерті співволодаря, став одноосібним королем Швеції. Втім, виявився заслабким, щоб протидіяти знаті та зовнішнім вторгненням з боку Норвегії та Данії. Зрештою у 1125 році під час підготовки до оборони від військ норвежців короля Інґе II було отруєно в Естергеталанді.